# Comté de Hart (Géorgie)
Pour les articles homonymes, voir Comté de Hart.
Le comté de Hart est un comté de Géorgie, aux États-Unis.

## Démographie
| 1860  | 1870  | 1880  | 1890   | 1900   | 1910   |
| ----- | ----- | ----- | ------ | ------ | ------ |
| 6 137 | 6 783 | 9 094 | 10 887 | 14 492 | 16 216 |

| 1920   | 1930   | 1940   | 1950   | 1960   | 1970   |
| ------ | ------ | ------ | ------ | ------ | ------ |
| 17 944 | 15 174 | 15 512 | 14 495 | 15 229 | 15 814 |

| 1980   | 1990   | 2000   | 2010   | - | - |
| ------ | ------ | ------ | ------ | - | - |
| 18 585 | 19 712 | 22 997 | 25 213 | - | - |